# PID (informatyka)
PID (ang. Process IDentifier) – unikatowy identyfikator procesu w wielozadaniowych systemach operacyjnych (np. Unix, Microsoft Windows NT), wyrażony jako liczba całkowita z określonego przedziału.
Dzięki PID jest możliwe działanie na procesach przez użytkownika: na przykład pod powłoką uniksową PID podaje się przy takich funkcjach jak wait() (zawieszenie) czy kill() (zabicie procesu).
W systemach uniksowych PID 0 to proces bezczynności systemu, a PID 1 to proces init, odpowiedzialny za inicjalizację innych procesów. Wszystkie procesy są procesami potomnymi względem procesu init. Maksymalne PID w systemie Linux można ustalić, odczytując je z pliku /proc/sys/kernel/pid_max (często domyślnie wynosi 32768). Po zakończeniu procesu PID jest zwalniane, nie jest jednak wykorzystywane aż do czasu, gdy nie jest to bezwzględnie potrzebne, to znaczy do czasu, gdy wykorzystywanie puli PID rozpocznie się od nowa.
PPID (Parent Process IDentifier) – oznaczenie procesów rodzicielskich (PID).